# ماريانو أورتيز
ماريانو أورتيز (25 يوليو 1944 في الولايات المتحدة - 19 أبريل 2022) هو لاعب كرة سلة بورتوريكي في مركز مدافع مسدد الهدف، شارك في الألعاب الأولمبية الصيفية 1976 والألعاب الأولمبية الصيفية 1972 ودورة الألعاب الأمريكية 1971 وبطولة كأس العالم لكرة السلة 1974 وبطولة كأس العالم لكرة السلة 1967 والألعاب الأولمبية الصيفية 1968 ودورة الألعاب الأمريكية 1975.

## وصلات خارجية
- ماريانو أورتيز على موقع الاتحاد الدولي لكرة السلة (الإنجليزية)
- ماريانو أورتيز على موقع سبورتس رفرنس (الإنجليزية)
- ماريانو أورتيز على موقع أوليمبيديا (الإنجليزية)